# Steven Spielberg
Steven Spielberg (født 18. december 1946 i Cincinnati, Ohio, USA) er en amerikansk filminstruktør, manuskriptforfatter og producer. Hans film har indtjent over ti milliarder dollars, og han er dermed den økonomisk mest succesfulde filmskaber nogensinde.[kilde mangler]
Spielberg er også nær ven af skaberen af Star Wars, George Lucas, og var en af de få der troede på kvaliteten i Star Wars før premieren.[kilde mangler]
Spielberg har også produceret flere tegneserie heriblandt Freakazoid!, Tiny Toon Adventures, Animaniacs, Pinky and the Brain og Toonsylvania.

## Filmografi i udvalgt omfang

### Instruktion
- Firelight (1964)
- The Sugarland Express (1974)
- Dødens gab (1975)
- Nærkontakt af tredje grad (1977)
- 1941 (1979)
- Indiana Jones og jagten på den forsvundne skat (1981)
- E.T. (1982)
- Indiana Jones og templets forbandelse (1984)
- Farven lilla (1985)
- Solens rige (1987)
- Indiana Jones og Det Sidste Korstog (1989)
- Always (1989)
- Hook (1991)
- Jurassic Park (1993)
- Schindlers liste (1993)
- The Lost World: Jurassic Park (1997)
- Amistad (1997)
- Saving Private Ryan (1998)
- A.I. (2001)
- Minority Report (2002)
- Catch Me If You Can (2002)
- Terminalen (2004)
- War of the Worlds (2005)
- München (2005)
- Indiana Jones og Krystalkraniets Kongerige (2008)
- Tintin: Enhjørningens hemmelighed (2011)
- War Horse (2011)
- Lincoln (2012)
- Spionernes Bro (2015)
- Den Store Venlige Kæmpe (2016)
- The Post (2017)
- Ready Player One (2018)

### TV Film
- Duellen (1971)

### Produceret
- Poltergeist (1982)